# Sprężykokształtne

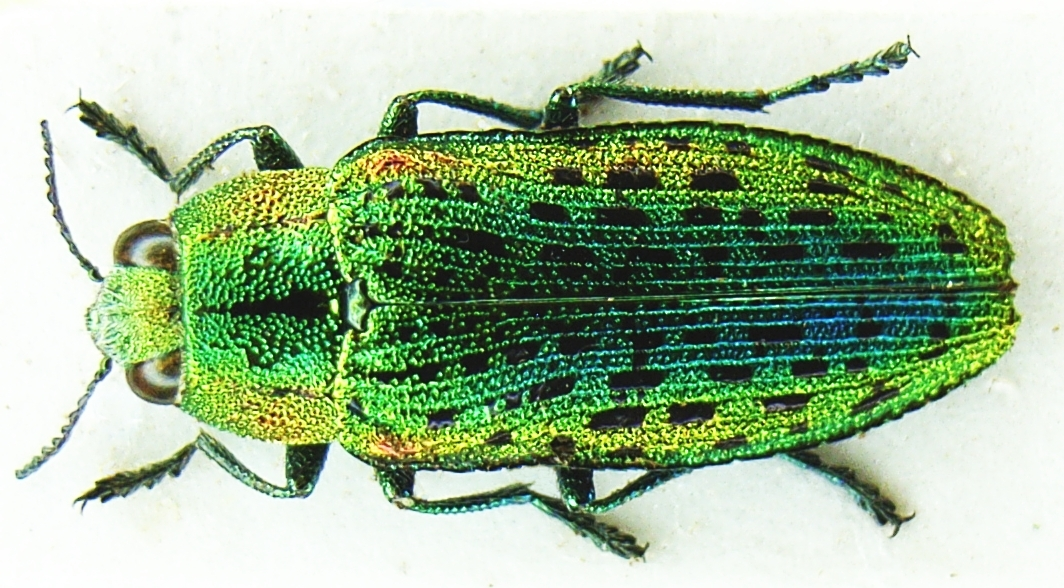
Ovalisia mirifica z rodziny bogatkowatych

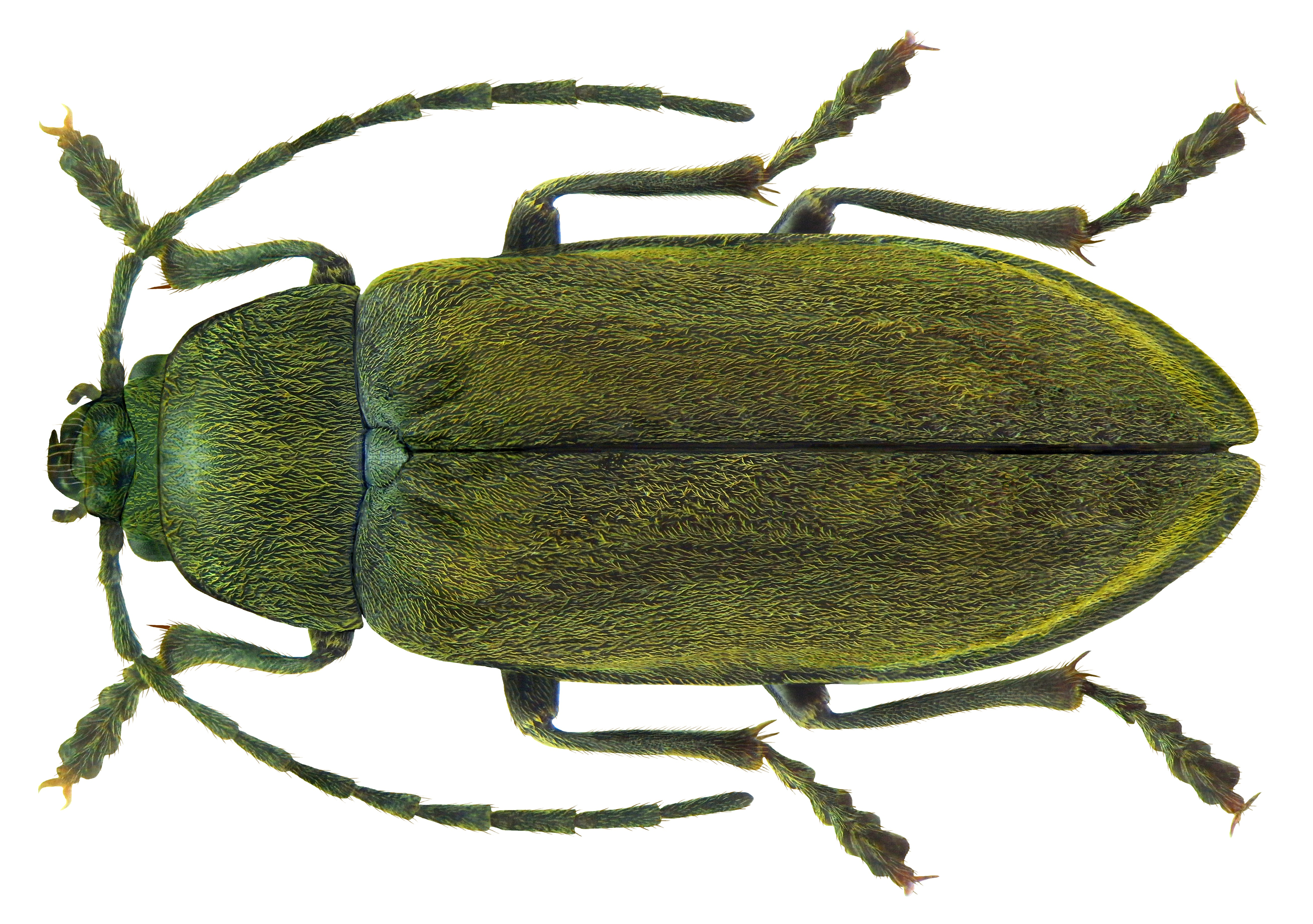
Dascillus cervinus z rodziny Dascillidae

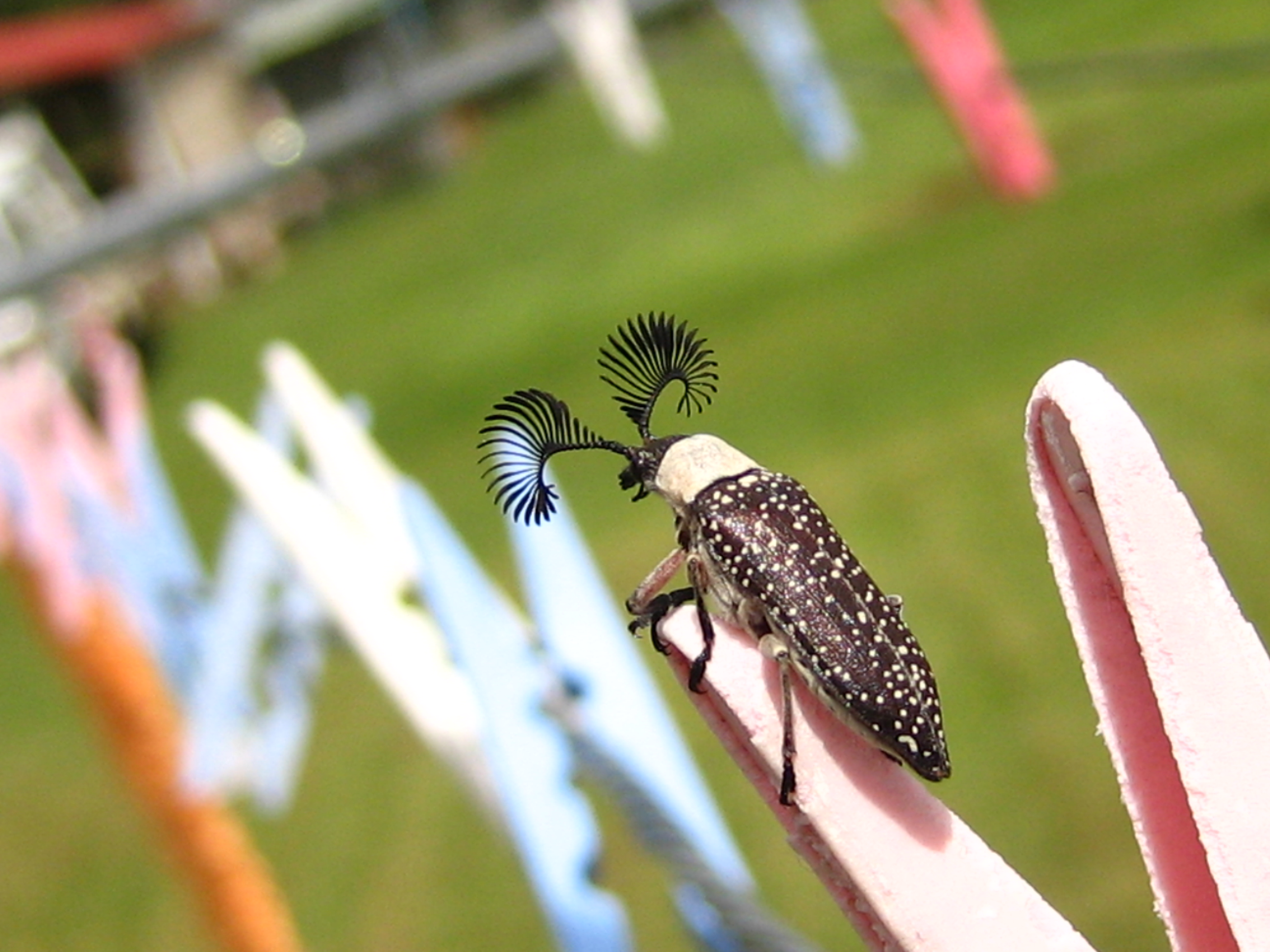
Rhipicera z rodziny Rhipiceridae

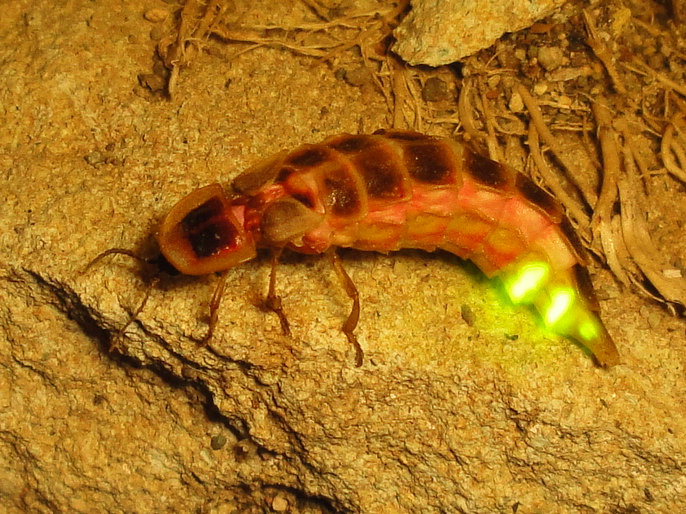
Samica świetlika świętojańskiego z rodziny świetlikowatych

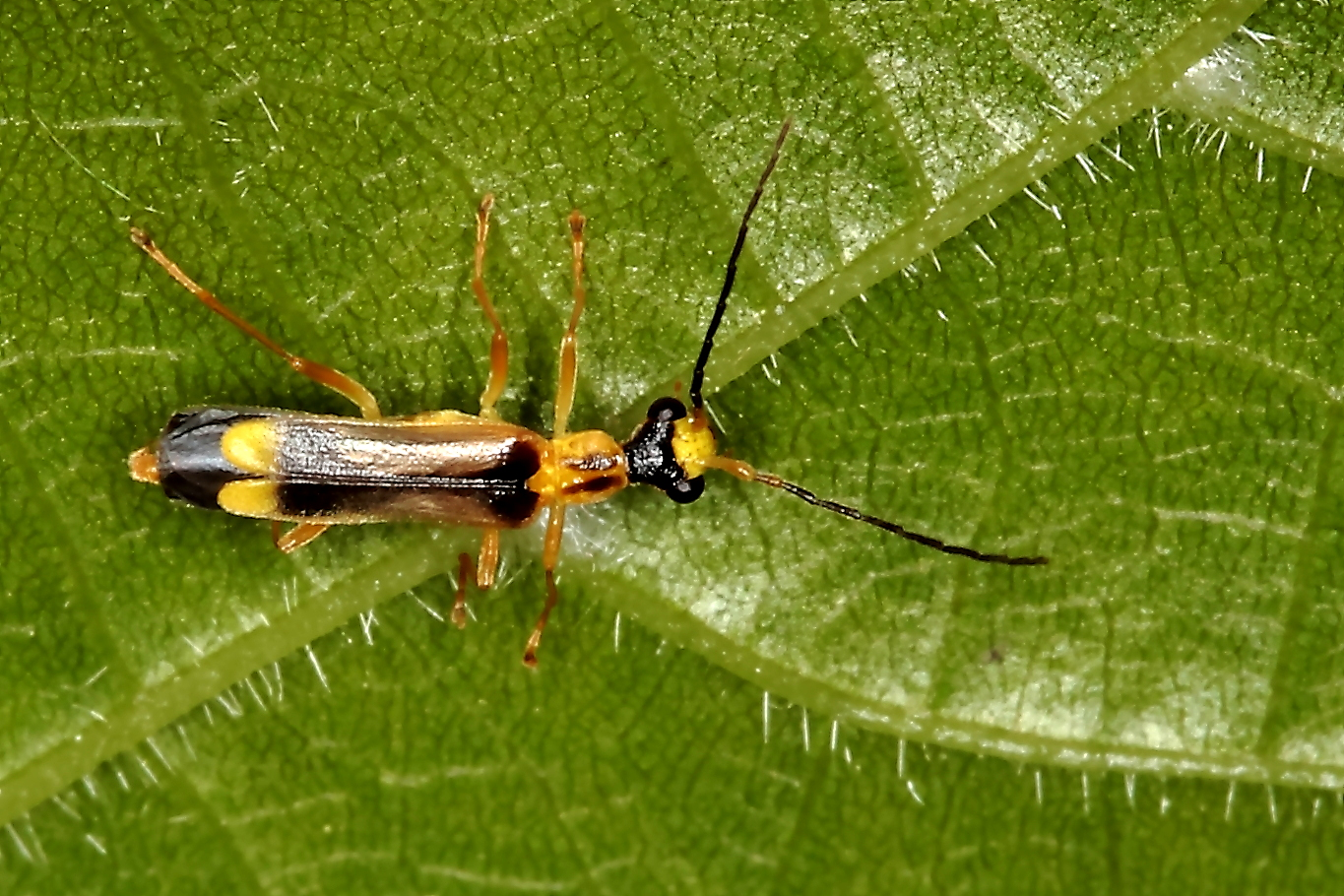
Malthinus punctatus z rodziny omomiłkowatych

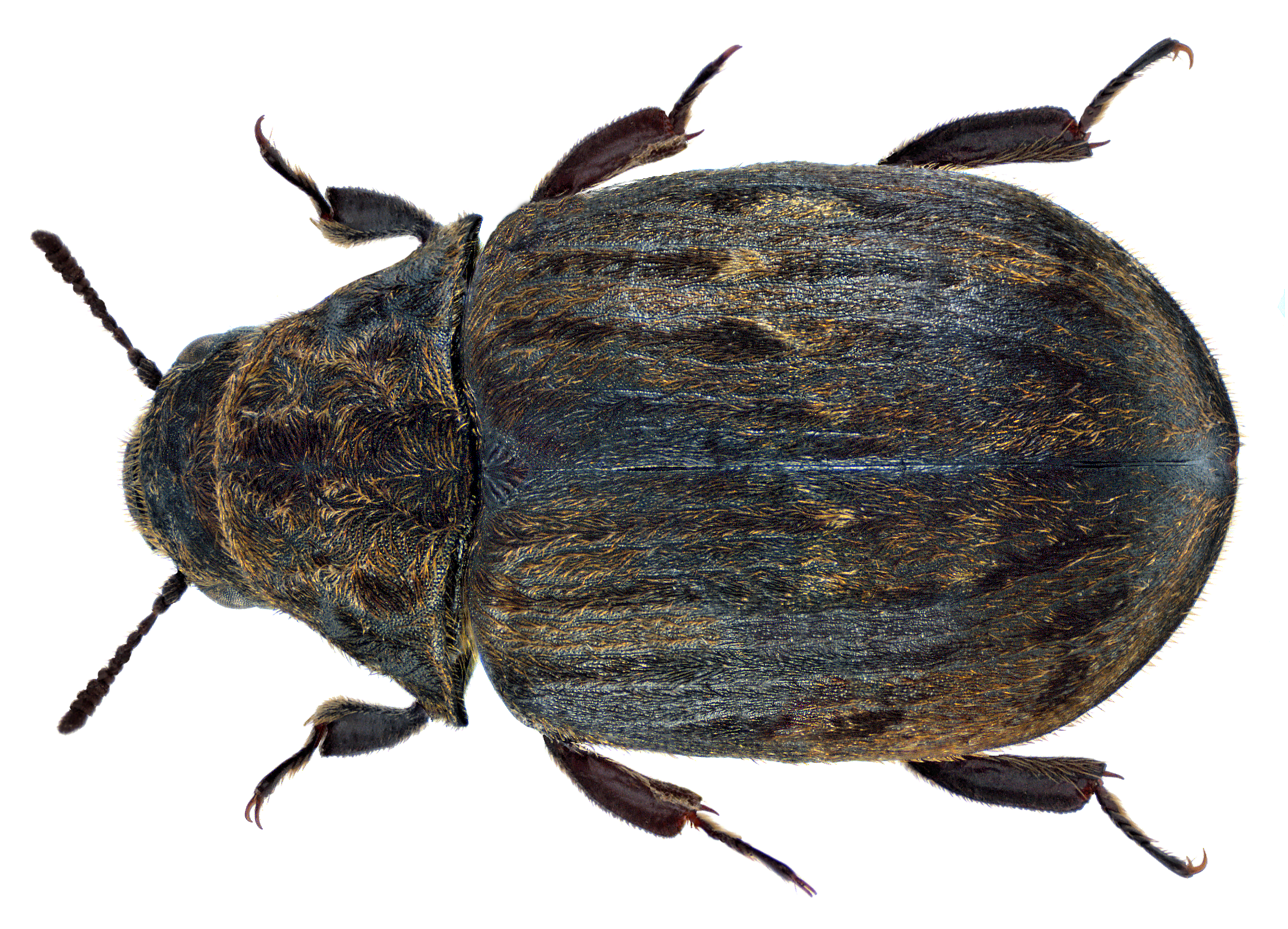
Byrrhus fasciatus z rodziny otrupkowatych

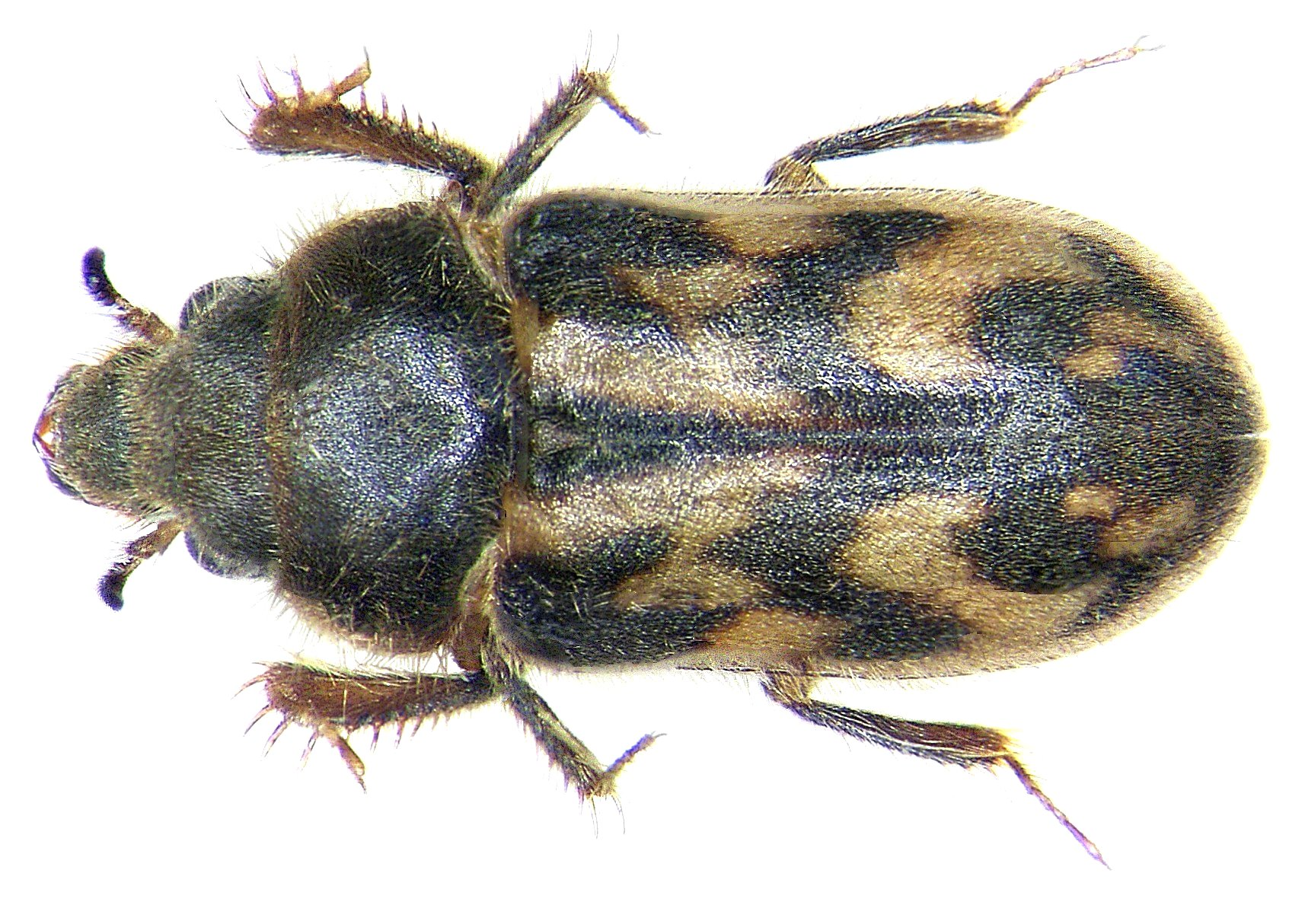
Heterocerus fenestratus z rodziny Heteroceridae

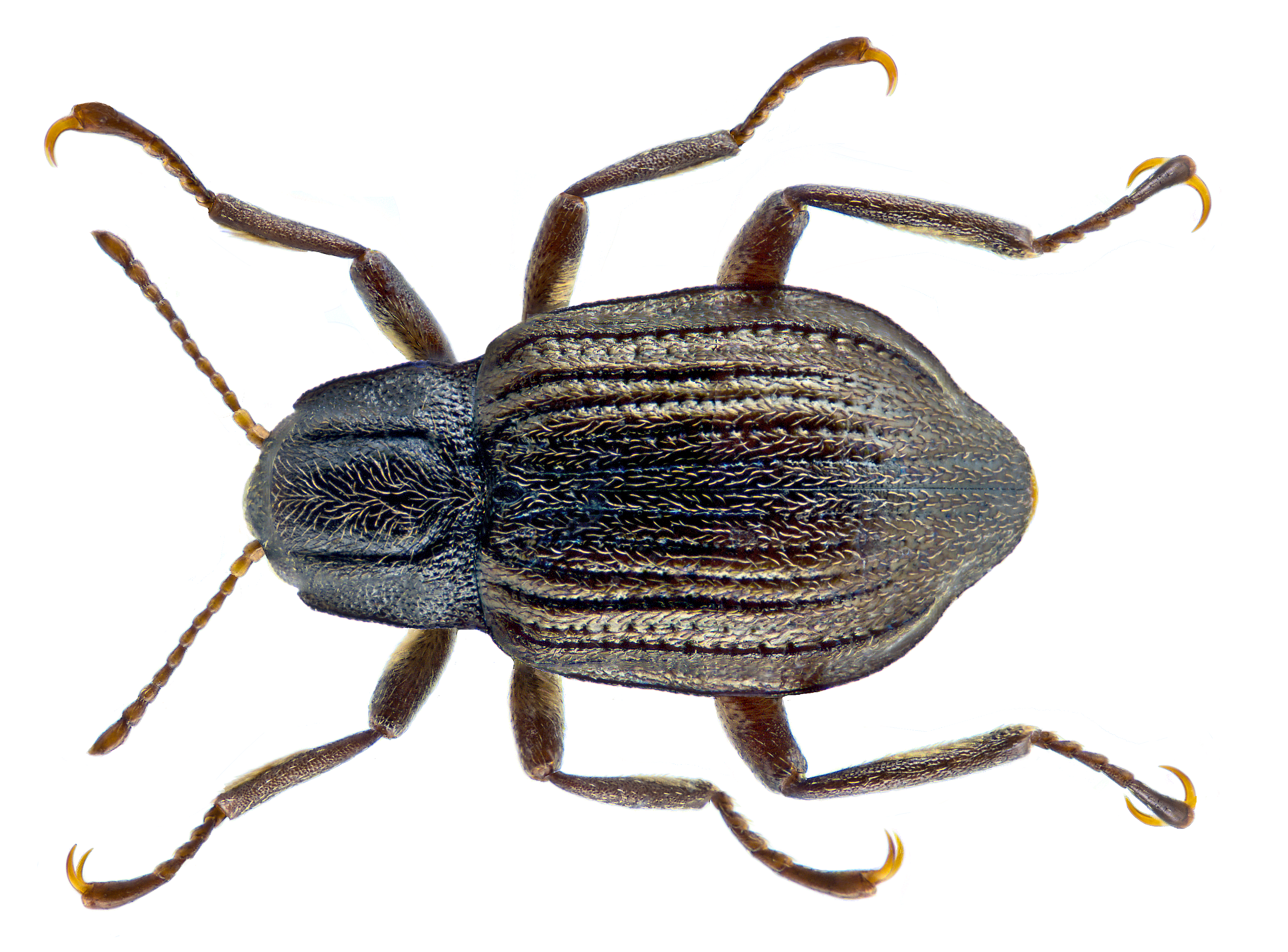
Elmis aenea z rodziny osuszkowatych

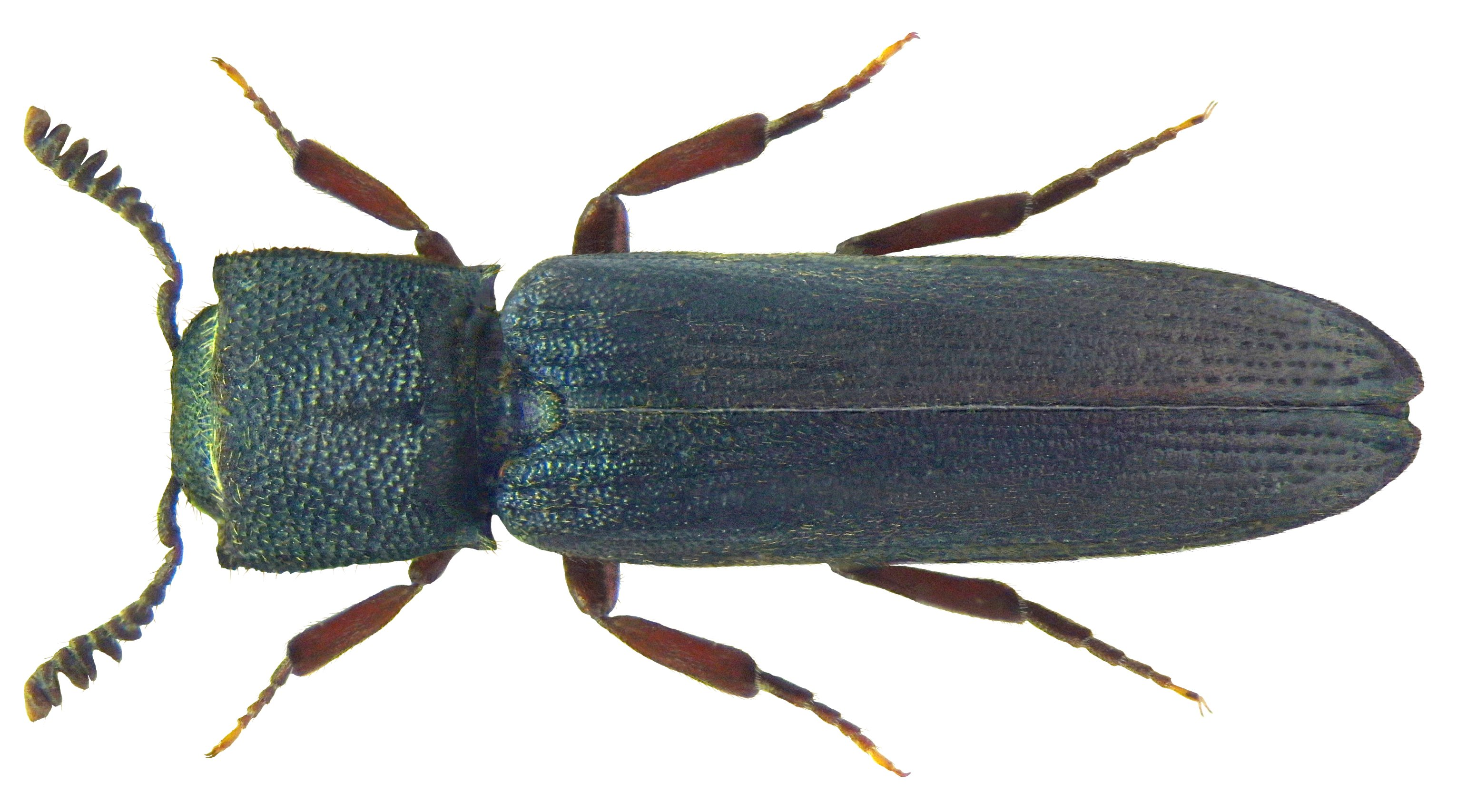
Melasis buprestoides z rodziny goleńczykowatych

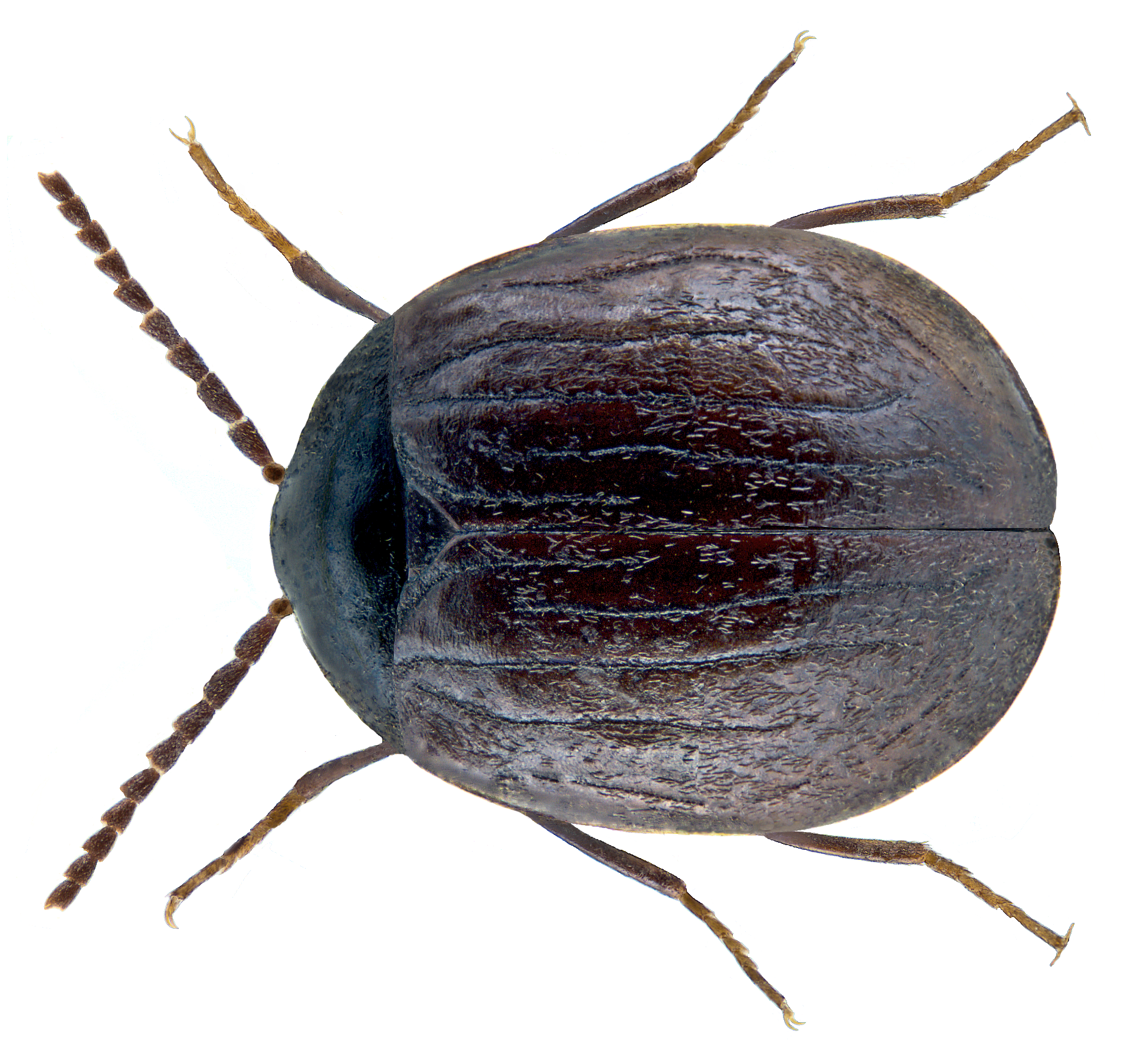
Eubria palustris z rodziny Psephanidae

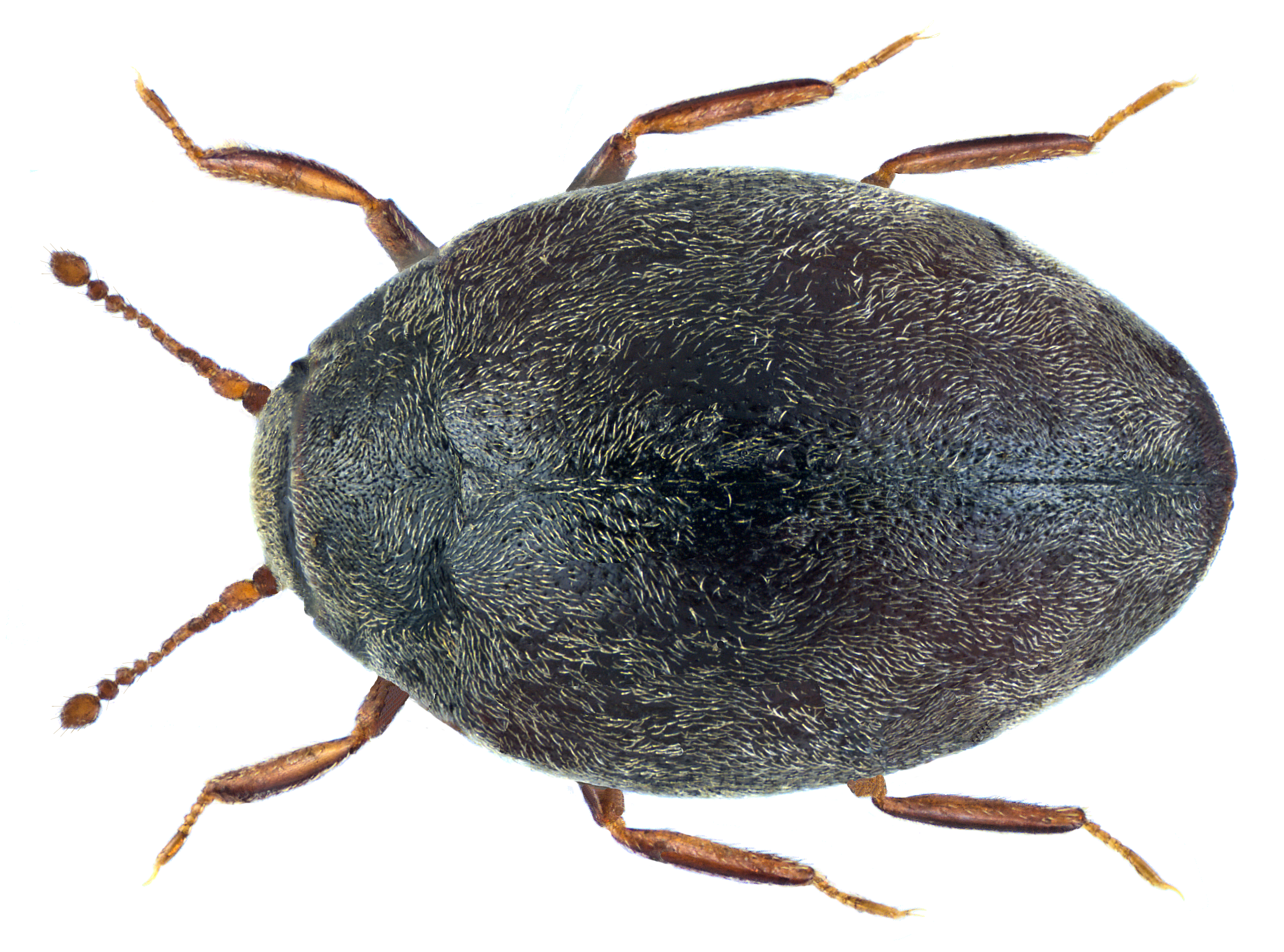
Limnichus pygmaeus z rodziny nabłotkowatych

Sprężykokształtne (Elateriformia) – infrarząd lub seria chrząszczy z podrzędu wielożernych (Polyphaga). 
Obejmuje około 43,5 tysiąca lub 42,2 tysiąca (po wyłączeniu Scirtoidea) opisanych gatunków. Nieznane są synapomorfie grupy. Cechują się różnorodną biologią. Larwy zasiedlają wodę, glebę, ściółkę i rośliny. Różne gatunki żywią się martwą materią organiczną, drewnem, aktywnie polują na żywe zwierzęta, a larwy Rhipiceridae są ektopasożytami cykad. Czasem imagines nie pobierają pokarmu. Znane są w tej grupie bioluminescencja, neotenia i nadprzeobrażenie.

## Systematyka
Systematyka sprężykokształtnych jest niestabilna. W 1955 Crowson używał w podobnym zakresie taksonu Dasciliiformia, natomiast w 1960 zastąpił go taksonem Elateriformia, wyłączając zeń goleńczykowate, Clambidae i Scirtidae. W systematyce Lawrence'a i Newtona z 1995 do Elateriformia zaliczone zostały 4 nadrodziny: Dascilloidea, Buprestoidea, Byrrhoidea i Elateroidea. W pracy Boucharda i innych z 2011 zaliczono doń także Scirtoidea. Według wyników analizy morfologicznej Lawrence'a i innych z 2011, obejmującej cechy larw i imagines, większość Scirtoidea tworzy wraz Derodontidae i Nosodendridae osobny klad, stąd autorzy sklasyfikowali tę nadrodzinę we własnej serii Scirtiformia. Wyniki analiz molekularnych Kurdaty i innych z 2014 wskazują, że Scirtoidea wraz z częścią Derodontoidea zajmują pozycję bazalną w obrębie chrząszczy wielożernych, odległą od Elateriformia, które były monofiletyczne po ich wyłączeniu. Same Elateriformia tworzą natomiast klad wraz ze Staphyliniformia, Scarabaeiformia i Bostrichiformia, dla tych ostatnich będąc grupą siostrzaną. Relacje pomiędzy poszczególnymi nadrodzinami Elateriformia pozostają niepewne.

### Podział wg Lawrence'a i innych z 2011
- nadrodzina: Dascilloidea Guérin-Méneville, 1843 (1834)
  - Dascillidae Guérin-Méneville, 1843 (1834) - popielichowate
  - Rhipiceridae Latreille, 1834
- nadrodzina: Buprestoidea Leach, 1815 – bogatki
  - Buprestidae Leach, 1815 – bogatkowate
- nadrodzina: Byrrhoidea Latreille, 1804 – otrupki
  - Byrrhidae Latreille, 1804 – otrupkowate
  - Elmidae Curtis, 1830 – osuszkowate
  - Dryopidae Billberg, 1820 (1817) – dzierożnicowate
  - Lutrochidae Kasap and Crowson, 1975
  - Limnichidae Erichson, 1846 – nabłotkowate
  - Heteroceridae MacLeay, 1825
  - Psephenidae Lacordaire, 1854
  - Cneoglossidae Champion, 1897
  - Podabrocephalidae Pic, 1930
  - Ptilodactylidae Laporte, 1836
  - Chelonariidae Blanchard, 1845
  - Eulichadidae Crowson, 1973
  - Callirhipidae Emden, 1924
- nadrodzina: Elateroidea Leach, 1815 – sprężyki
  - Rhinorhipidae Lawrence, 1988
  - Artematopodidae Lacordaire, 1857
  - Brachypsectridae LeConte and Horn, 1883
  - Cerophytidae Latreille, 1834
  - Eucnemidae Eschscholtz, 1829 – goleńczykowate
  - Throscidae Laporte, 1840 – podrywkowate
  - Elateridae Leach, 1815 – sprężykowate
  - †Praelateriidae Dolin, 1973
  - Plastoceridae Crowson, 1972
  - Drilidae Blanchard, 1845 – ślimacznikowate
  - Omalisidae Lacordaire, 1857 – rozgniotkowate
  - Lycidae Laporte, 1836 – karmazynkowate
  - Telegeusidae Leng, 1920
  - Phengodidae LeConte, 1861
  - Lampyridae Rafinesque, 1815 – świetlikowate
  - Omethidae LeConte, 1861
  - Cantharidae Imhoff, 1856 (1815) – omomiłkowate

### Podział wg Boucharda i innych z 2011
- nadrodzina: Scirtoidea Fleming, 1821
  - Decliniidae Nikitsky, Lawrence, Kirejtshuk and Gratshev, 1994
  - Eucinetidae Lacordaire, 1857
  - Clambidae Fischer von Waldheim, 1821
  - Scirtidae Fleming, 1821
  - †Elodophthalmidae Kirejtshuk and Azar, 2008
  - †Mesocinetidae Kirejtshuk and Ponomarenko, 2010
- nadrodzina: Dascilloidea Guérin-Méneville, 1843 (1834)
  - Dascillidae Guérin-Méneville, 1843 (1834)
  - Rhipiceridae Latreille, 1834
- nadrodzina: Buprestoidea Leach, 1815 – bogatki
  - Schizopodidae LeConte, 1859
  - Buprestidae Leach, 1815 – bogatkowate
- nadrodzina: Byrrhoidea Latreille, 1804 – otrupki
  - Byrrhidae Latreille, 1804 – otrupkowate
  - Elmidae Curtis, 1830 – osuszkowate
  - Dryopidae Billberg, 1820 (1817) – dzierożnicowate
  - Lutrochidae Kasap and Crowson, 1975
  - Limnichidae Erichson, 1846 – nabłotkowate
  - Heteroceridae MacLeay, 1825
  - Psephenidae Lacordaire, 1854
  - Cneoglossidae Champion, 1897
  - Ptilodactylidae Laporte, 1836
  - Podabrocephalidae Pic, 1930
  - Chelonariidae Blanchard, 1845
  - Eulichadidae Crowson, 1973
  - Callirhipidae Emden, 1924
- nadrodzina: Elateroidea Leach, 1815 – sprężyki
  - Rhinorhipidae Lawrence, 1988
  - Artematopodidae Lacordaire, 1857
  - Brachypsectridae LeConte and Horn, 1883
  - Cerophytidae Latreille, 1834
  - Eucnemidae Eschscholtz, 1829 – goleńczykowate
  - Throscidae Laporte, 1840 – podrywkowate
  - †Praelateriidae Dolin, 1973
  - Elateridae Leach, 1815 – sprężykowate
  - Plastoceridae Crowson, 1972
  - Drilidae Blanchard, 1845 – ślimacznikowate
  - Omalisidae Lacordaire, 1857 – rozgniotkowate
  - †Berendtimiridae Winkler, 1987
  - Lycidae Laporte, 1836 – karmazynkowate
  - Telegeusidae Leng, 1920
  - Phengodidae LeConte, 1861
  - Rhagophthalmidae Olivier, 1907
  - Lampyridae Rafinesque, 1815 – świetlikowate
  - Omethidae LeConte, 1861
  - Cantharidae Imhoff, 1856 (1815) – omomiłkowate

### Podział wg Lawrence'a i Newtona z 1995
- nadrodzina: Scirtoidea Fleming, 1821
  - Decliniidae Nikitsky, Lawrence, Kirejtshuk and Gratshev, 1994
  - Eucinetidae Lacordaire, 1857
  - Clambidae Fischer von Waldheim, 1821
  - Scirtidae Fleming, 1821
- nadrodzina: Dascilloidea Guérin-Méneville, 1843 (1834)
  - Dascillidae Guérin-Méneville, 1843 (1834) - popielichowate
  - Rhipiceridae Latreille, 1834
- nadrodzina: Buprestoidea Leach, 1815 – bogatki
  - Buprestidae Leach, 1815 – bogatkowate
- nadrodzina: Byrrhoidea Latreille, 1804 – otrupki
  - Byrrhidae Latreille, 1804 – otrupkowate
  - Elmidae Curtis, 1830 – osuszkowate
  - Dryopidae Billberg, 1820 (1817) – dzierożnicowate
  - Lutrochidae Kasap and Crowson, 1975
  - Limnichidae Erichson, 1846
  - Heteroceridae MacLeay, 1825
  - Psephenidae Lacordaire, 1854
  - Cneoglossidae Champion, 1897
  - Ptilodactylidae Laporte, 1836
  - Chelonariidae Blanchard, 1845
  - Eulichadidae Crowson, 1973
  - Callirhipidae Emden, 1924
- nadrodzina: Elateroidea Leach, 1815 – sprężyki
  - Artematopodidae Lacordaire, 1857
  - Brachypsectridae LeConte and Horn, 1883
  - Cerophytidae Latreille, 1834
  - Eucnemidae Eschscholtz, 1829 – goleńczykowate
  - Throscidae Laporte, 1840 – podrywkowate
  - Elateridae Leach, 1815 – sprężykowate
  - Plastoceridae Crowson, 1972
  - Drilidae Blanchard, 1845 – ślimacznikowate
  - Omalisidae Lacordaire, 1857 – rozgniotkowate
  - Lycidae Laporte, 1836 – karmazynkowate
  - Telegeusidae Leng, 1920
  - Phengodidae LeConte, 1861
  - Lampyridae Rafinesque, 1815 – świetlikowate
  - Omethidae LeConte, 1861
  - Cantharidae Imhoff, 1856 (1815) – omomiłkowate
- nadrodzina: incertae sedis
  - Podabrocephalidae Pic, 1930
  - Rhinorhipidae Lawrence, 1988